# Mord ombord
Mord ombord, av Jan Mårtenson,  utkom 2002 och är den trettionde i raden av kriminalromaner om antikhandlare Johan Kristian Homan från Köpmangatan i Gamla stan.